# ケイト・ブッシュ
ケイト・ブッシュ（Kate Bush、CBE、1958年7月30日 - ）は、イングランド出身の女性シンガーソングライター。
同国を代表するアーティストの一人で、「嵐が丘」などの代表曲で知られる。長年の功績を称えられ、2013年に大英帝国勲章を叙勲した。
Q誌が選ぶ「歴史上最も偉大な100人のシンガー」第19位。2023年ロックの殿堂入り。

## 人物
本名：キャサリン・ブッシュは、1958年7月30日に英・ケント州ベクスリーヒース（現: 大ロンドン・ベクスリー区）の比較的裕福な家庭に生まれた。父親ロバートは医師で、母親ハンナはアイルランド系の元看護師。ピアノが堪能な父、アイリッシュフォークの元ダンサーである母、詩人でありカメラマンでもある長兄ジョン、楽器メーカーに勤めていた次兄パディという音楽一家の中で育つ。兄たちは地元のフォークミュージックシーンに関与していた。なおパディは後にケイトのアルバムにも参加している。

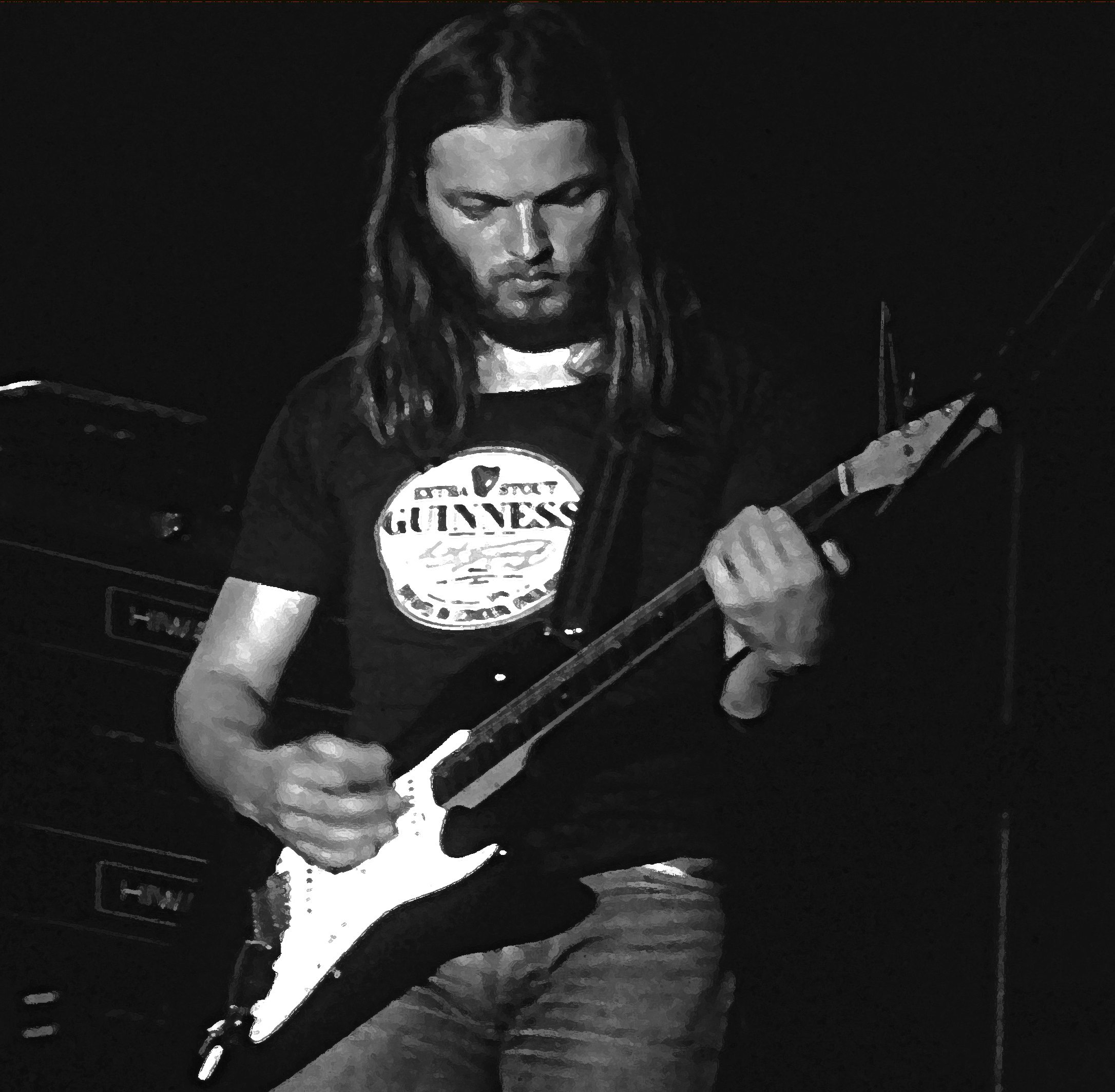
1970年代頃のデイヴ・ギルモア

「ピンク・フロイド」のギタリスト デヴィッド・ギルモアに見出されレコード・デビュー。それ以前に自分で売り込んだ際には、レコード会社から見向きもされなかった。
デビュー当時は19歳ということもありアイドル的な見方もされたが、高い歌唱力をベースに高音から低音まで様々な声質を使い分け、トータルで独自の世界を展開するアーティストとして確固たる評価を得た。英国音楽メディアのNMEやMOJOが「ロック史上、誰よりも大きな影響を与えてきた女性アーティスト」と評するなど、現在に至るまでイギリスを代表する女性アーティストとして活動を続けている。
ステージで歌唱する際はダンスやパントマイムなどの体技を交え、一種のパフォーマンスを展開することが多い（シャイな性格のためと言われる）。早い時期から凝った内容のプロモーション・ビデオも制作しており、音楽とビジュアルの融合にも意欲を見せていた。一方で、完成度の高い作品を志向しているためか、比較的寡作なミュージシャンである。
レコード・ジャケットに東洋風の絵柄を用いるなど、東洋の文化への興味が強いと言われる。1978年の東京音楽祭に出演するため日本を訪れたが、それ以降は来日の経験はない。諸説あるが飛行機による長旅を嫌っていることが一因らしい。この来日の際、松村雄策と渋谷陽一の対面取材を受けており、そのインタビュー内容はケイトとのスリーショットの写真と共にロッキング・オン1978年9月号に掲載された。
日本ではかつて放送されていた日本テレビのバラエティ番組『恋のから騒ぎ』のオープニング・テーマ曲に彼女の楽曲「嵐が丘」が長年使われていたことから、その歌声は広く知られている。

## 来歴

### デビュー前
ケイトが音楽に興味を持ち始めたのは1968年頃のこと。5歳の時一家でオーストラリアへ移住したが、1年程で英国へ戻って来た頃から父ロバートにピアノを習い始める。やがてカトリック系女子校のグラマー・スクールへ通う頃には多くの楽曲や詩を書き始め、同時にヴァイオリンや聖歌隊のレッスンにも励み、自らの芸術的な感性を磨いていった。
1974年、本格的に音楽の道へ進むことを決意したケイトは学校を中退し、ビリー・ホリデイやジョニ・ミッチェルなど自分のアイドルへ憧れながら音楽作りに専念。1975年に兄パディ達と共に「KT Bush Band」というバンドを結成し、パブへも出演するようになった。この時期に制作したデモテープが、やがてデヴィッド・ギルモア（ピンク・フロイド）に見出される。
1976年、ロンドン郊外のフラットへ移り住んだケイトは、アダム・デューリアスによるマイムを教えるクラスへ入る。後にリンゼイ・ケンプへも弟子入し、約1年に渡りデビューの準備期間を過ごす。1977年に満を持してアーティストとして初の本格的なレコーディングを始める。
また、この時期にマイムのスクールでザイン・グリフやデヴィッド・ボウイらと交流し、その後グリフのアルバムへ参加している。

### デビューから1990年代まで

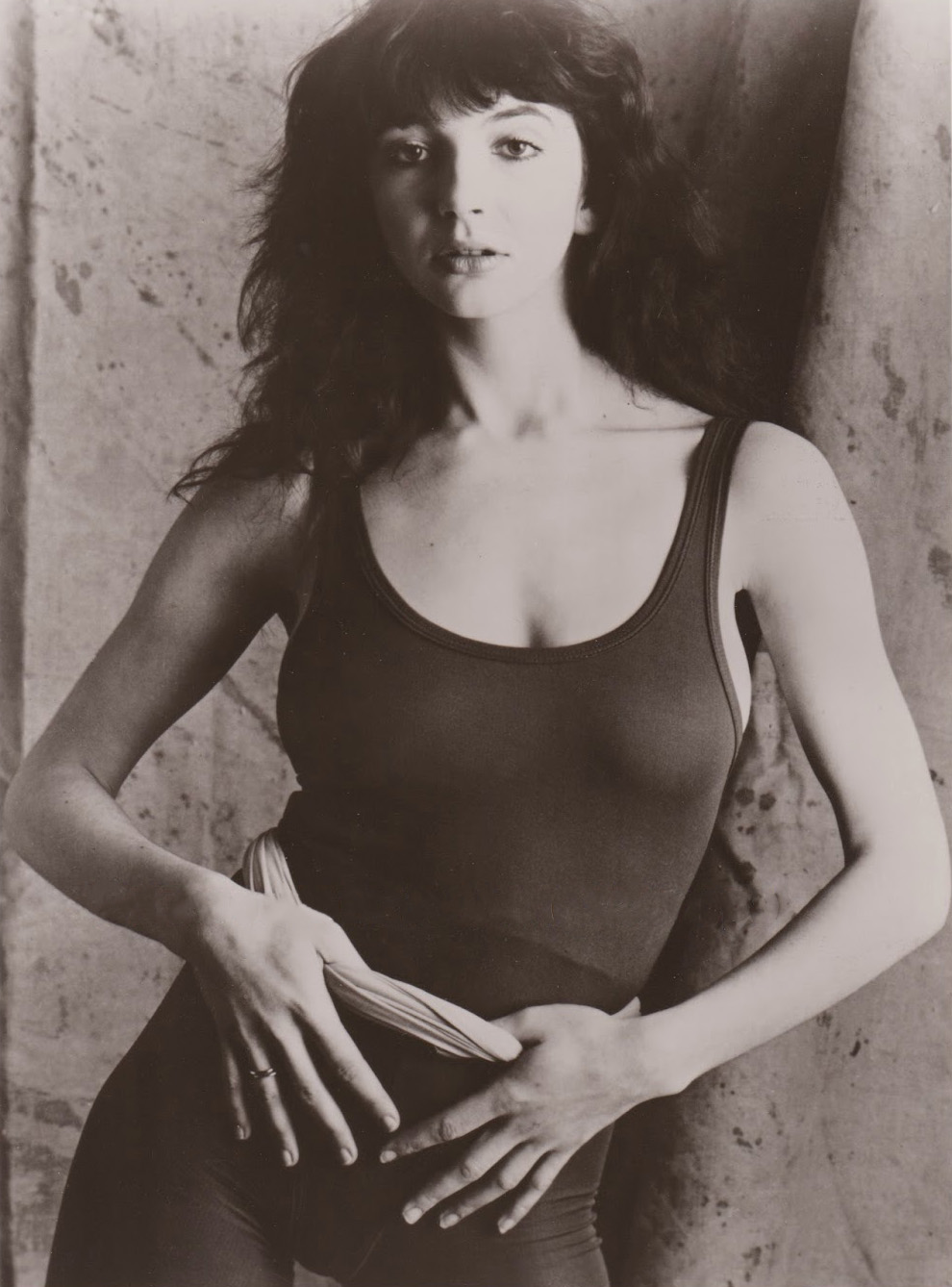
デビュー時期

1977年11月、エミリー・ブロンテの小説『嵐が丘』のTVドラマを見て作ったシングル「嵐が丘」 (Wuthering Heights)”でデビュー。いきなり全英4週連続一位を記録、同曲を収録したデビュー・アルバム『天使と小悪魔』 (The Kick Inside)も40万枚というセールスとなり、一躍大きな注目を集めた。翌1978年に2ndアルバム『ライオンハート』 (Lionheart)を発表するも1枚目と同じく満足のいく仕上がりにはならなかったことから、自らも裏方の仕事であるプロデュースをしなければと決心する。

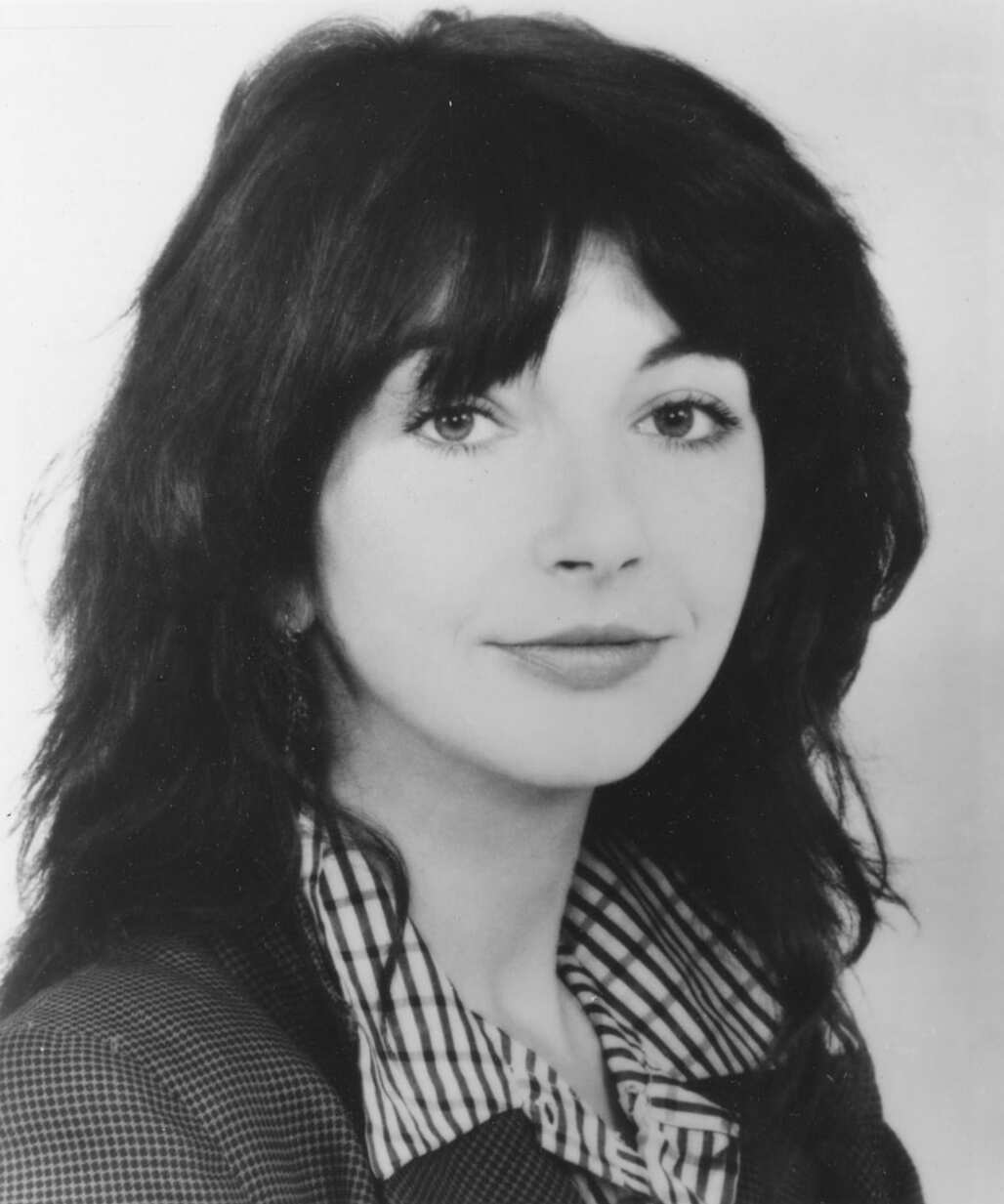
1981年当時

その後は西ヨーロッパでツアーを行い（映像ソフトがその後1981年に発売）、1980年の3rdアルバム『魔物語』 (Never For Ever)では共同プロデュース、1982年に『ドリーミング』では録り直しをして膨大なレコーディング費用が掛かり、レコード会社から煙たがられた事もあったが単独プロデュース、1985年『愛のかたち』 (Hounds Of Love)も自らがプロデュースを行った。
1986年には初のベスト・アルバム『ケイト・ブッシュ・ストーリー』 (The Whole Story)を発表。またこの間にはピーター・ガブリエルやロイ・ハーパーなど英国の奇才ミュージシャンたちとの交流もあった。ベスト盤という区切りの後に彼女の新章を告げた作品が1989年発表の『センシュアル・ワールド』。これで初めてUSAでメジャーになった。ここでケイトはブルガリアン・ヴォイスの一員だった女性アンカ・ラプキーナ率いるトリオ・ブルガルカと共演。ボックス・セットの発売やエルトン・ジョンのトリビュート盤『トゥー・ルームス〜エルトン・ソングス』への参加を経て、次の彼女自身のオリジナル・アルバム『レッド・シューズ』が発表されたのが1993年のこと。ジェフ・ベックやエリック・クラプトン、プリンス（同い年のミュージシャン）などが参加した話題作だったが、母の死によってリリースが1年延びたものでもあった。アルバムは全英2位と好セールスを記録し、シングル・カットされた楽曲もそれぞれヒットした。
しかし、このアルバム以降のケイトはトリビュート作やチャリティ・アルバムへの参加、他アーティストの作品へのゲスト参加などはあるが、自身の作品をリリースすることなく90年代を終えた。

### 2000年代以降
『レッド・シューズ』以降、オリジナルの新作が発表されないまま長い時間が経過し、ファンが待ち望む中で幾度か新作発表の情報が流れては消えた。ようやく新作の2枚組アルバム『エアリアル』が店頭に並んだのは、前作から12年ぶりとなる2005年11月7日（日本発売は11月2日）のことである。第一弾シングル「キング・オブ・ザ・マウンテン」も英チャート4位にランクイン。新作では休止期間中の1998年に生まれた息子アルバート（ケイト達はバーティと呼んでいる）のアートワークをフィーチャーする一方で、これまでになくやわらかい空気にあふれた世界を作り上げている。
2011年5月（日本では7月）には過去のアルバム『センシュアル・ワールド』『レッド・シューズ』の楽曲をセルフカバーした『ディレクターズ・カット』をリリース。前作より6年のブランクがあったものの、本国イギリスではチャート上で2位にランクインを果たした。同年11月23日には、6年ぶりとなる全新曲のアルバム『雪のための50の言葉』をリリース。10枚目のアルバムとなる本作は、全7曲、収録時間は約65分という大作となっている。
2013年4月、大英帝国勲章 CBEを受章する。

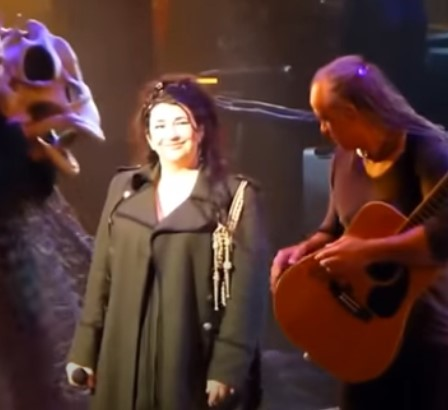
UK.ロンドン公演（2014年10月）

2014年8月 - 10月に、ロンドンで22日間に渡るコンサート「Before the Dawn」を開催。過去を含むアルバム11枚が同時に、全英アルバムチャートでTOP50入りする快挙を成し遂げる（女性アーティスト初)。
2016年12月、「Before the Dawn」の模様を収録したライブ・アルバムをリリース。
2022年6月、1985年にリリースされた楽曲「神秘の丘」が、Netflixのドラマ『ストレンジャー・シングス 未知の世界』で使用されたことを切っ掛けにリバイバル・ヒットし、2022年6月13日付けの全米シングル・チャート（ビルボードHot100）で4位を記録。また本国のイギリスでは、2022年6月17日付けの全英シングル・チャートで1位を記録した。2023年6月には、女性ソロアーティストが80年代にレコーディングした楽曲では初めてサブスクサービスSpotifyで再生回数10億回を突破し、自身のホームページを通じてケイトからリスナーへ向けて感謝のコメントが発表された。
2023年5月3日にロックの殿堂パフォーマー部門に選出されたことが主催者より発表された。これを受けてケイトも自身のホームページを通じて、感謝のコメントを発表した。ただし、11月3日にアメリカ・ニューヨークで開催されたロックの殿堂の式典には「残念ながら、今夜のセレモニーには出席できない」との声明を発表し欠席した。出席しなかった詳細な理由は明かされていない。

## ディスコグラフィ

### オリジナル・アルバム
- 『天使と小悪魔』 - The Kick Inside (1978年)
- 『ライオンハート』 - Lionheart (1978年)
- 『魔物語』 - Never for Ever (1980年)
- 『ドリーミング』 - The Dreaming (1982年)
- 『愛のかたち』 - Hounds Of Love (1985年)
- 『センシュアル・ワールド』 - The Sensual World (1989年)
- 『レッド・シューズ』 - The Red Shoes (1993年)
- 『エアリアル』 - Aerial (2005年)
- 『ディレクターズ・カット』 - Director's Cut (2011年)
- 『雪のための50の言葉』 - 50 Words for Snow (2011年)

### ライブ・アルバム
- 『ライヴ・アット・ハマー・スミス・オデオン』 - Live at Hammersmith Odeon (1994年) ※映像版がベースだが、CDも発売されている。
- 『ビフォア・ザ・ドーン - 夜明け前』 - Before the Dawn (2016年)

### コンピレーション
- The Single File 1978-1983 (1984年) ※シングル集。同名の映像版（PV集）もある。
- 『ケイト・ブッシュ・ストーリー』 - The Whole Story (1986年) ※ベスト盤

### ボックスセット
- 『ディス・ウーマンズ・ワークス』 - This Woman's Work: Anthology 1978–1990 (1990年)

『センシュアル・ワールド』までのオリジナル・アルバム6枚と『This Woman's Work: Volume One』『This Woman's Work: Volume Two』と題したシングル等のコンピレーション盤2枚をまとめた8枚組ボックス。
- KATE BUSH REMASTERED PART 1（2018年11月16日）

デビュー作『天使と小悪魔 (The Kick Inside)』～'93年リリース『レッド・シューズ (Red Shoes)』までのオリジナル・アルバムに、ケイト本人とジェームス・ガスリーによる最新リマスタリングを施したCDボックスセット。
- KATE BUSH REMASTERED IN VINYL 1（2018年11月16日）

上記、最新リマスタリングCDボックスの内、デビュー作『天使と小悪魔 (The Kick Inside)』～『ドリーミング (The Dreaming)』までの作品をアナログLP化し、ボックスとしてリリースしたもの。
- KATE BUSH REMASTERED IN VINYL 2（2018年11月16日）

上記、最新リマスタリングCDボックスの内、『愛のかたち (Hounds Of Love)』～『レッド・シューズ (Red Shoes)』までの作品をアナログLP化し、セットにしたもの。
- KATE BUSH REMASTERED PART 2（2018年11月30日）

2000年リリース『エアリアル (Aerial)』～2011年リリース『雪のための50の言葉 (50 Words For Snow)』までのオリジナル・アルバムに加え、最新ライブ・アルバム『BEFORE THE DAWN』、4枚のレア音源集（『12” MIXES』、『THE OTHER SIDE 1』、『THE OTHER SIDE 2』、『IN OTHERS’ WORDS』）がセットになったCDボックスセット。こちらのセットもケイトとジェームス・ガスリーによる最新リマスタリング音源にて収録。また、ライブ・アルバム『BEFORE THE DAWN』はCDボックスのみに収録。
- KATE BUSH REMASTERED IN VINYL 3（2018年11月30日）

上記、最新リマスタリングCDボックスの内、『エアリアル』～『雪のための50の言葉』をアナログLP化し、セットにしたもの。
- KATE BUSH REMASTERED IN VINYL 4（2018年11月30日）

上記、最新リマスタリングCDボックスの内、4枚のレア音源集をアナログLP化し、セットにしたもの。